# Mar de Alborán
El mar de Alborán, históricamente parte del Mar Ibérico (Mare Ibericum), es la parte más occidental del mar Mediterráneo. Tiene por límites: al norte, la costa peninsular de España; al sur, las costas africanas de Marruecos, España —por Ceuta, Melilla, Chafarinas, Alhucemas y Vélez de la Gomera— y Argelia; al oeste, el estrecho de Gibraltar, que lo conecta con el océano Atlántico; y al este, en general, una línea imaginaria que va desde el cabo de Gata (Almería), en España, hasta el cabo Fegalo, en Argelia, al oeste de la ciudad de Orán.Este límite oriental no siempre se mantiene, ya que a veces también se considera como límite el meridiano que pasa por el cabo de Palos (Murcia).
Debe su nombre a la isla de Alborán, la cual forma parte del barrio de Pescadería-La Chanca, Almería.

## Geografía
El mar de Alborán tiene unos 180 km
máxima supera los 2200 m en el zona oriental.
Hay varias pequeñas islas entre las que destaca la isla de Alborán, situada en la zona central. La mayoría de estas islas están bajo soberanía española, aunque se encuentren cerca de la costa africana, y su soberanía es disputada por Marruecos.

### Geología volcánica
La mayor parte de los montes submarinos son de origen volcánico, excepto los que están enfrente de las costas africanas. Todos los montes volcánicos están compuestos de basalto y grandes coladas de lavas que datan del Mioceno. El volcán submarino más conocido del mar, es el banco de Chella (Seco de los Olivos). Se trata de un estratovolcán submarino, situado frente las costas de Almería. Data del Neoceno, y tiene un aspecto cónico con una gran caldera, erosionado a causa de las presiones marinas. Otras zonas volcánicas submarinas son Yibuti, Avempace y Cabliers.
En la zona norte, en la provincia de Almería, se encuentra la falla de Dalías que ha sido objeto de investigación mediante trabajos geodésicos. Desde 2006, la red GNSS del Campo de Dalías monitoriza la deformación tectónica activa de la zona de mayor actividad sísmica de la costa norte del Mar de Alborán. Los resultados obtenidos muestran que las tasas de deformación residual con respecto a la Placa Euroasiática oscilan entre 1,7 y 3,0 mm/año; Se producen desplazamientos aproximadamente homogéneos hacia el oeste-suroeste de los sitios del norte, mientras que las estaciones situadas más al sur evidencian desplazamientos irregulares hacia el oeste y noroeste 

## Sismología
En el Mar de Alborán se halla una de las zonas sismológicas más activas del Mediterráneo occidental. La elevada sismicidad de esta zona se debe a la interacción de las placas tectónicas Euroasiática y Africana. A diferencia de otros lugares donde convergen varias placas, la interacción de las placas en el Mar de Alborán no sucede a lo largo de una sola falla, sino a través de una amplia zona llena de pequeñas y medianas fallas que producen terremotos de pequeña a moderada magnitud.
La actividad sísmica en el Mar de Alborán se manifiesta en términos de numerosos terremotos registrados anualmente, muchos de los cuales son sentidos principalmente en localidades de Almería y Granada. En las últimas décadas, varios terremotos significativos se han dejado sentir en esta área, como por ejemplo el terremoto de Berja en el año 1993 y el terremoto de Cabo de Gata en el 2025.
La sismicidad del Mar de Alborán lo convierte en un área de alto interés para la vigilancia sísmica y los estudios geológicos. Algunos organismos, como el IGN, monitorean la región para comprender mejor las dinámicas de impacto interno y reducir la vulnerabilidad sísmica de las áreas circundantes y mejorar la preparación y respuesta a los impactos de tsunamis o terremotos de mayor magnitud.

## Corrientes
Las corrientes superficiales del mar de Alborán fluyen hacia el este, aportando agua atlántica al Mediterráneo. Las corrientes submarinas fluyen hacia el oeste, llevando las aguas mediterráneas, más calientes y saladas, hacia el Atlántico.
Hay que añadir el efecto superficial de los vientos, dominantes de este (conocido como "Levante") a oeste.
Todo este conjunto de corrientes genera una gran riqueza faunística, muy específica de la zona. Desde la antigüedad, atrajo al ser humano a esta área, por lo que el medio físico y geográfico conecta con el humano.
De esto se deduce una gran cantidad de fundaciones de localidades, que han pervivido a lo largo de los tiempos.

## Ecología

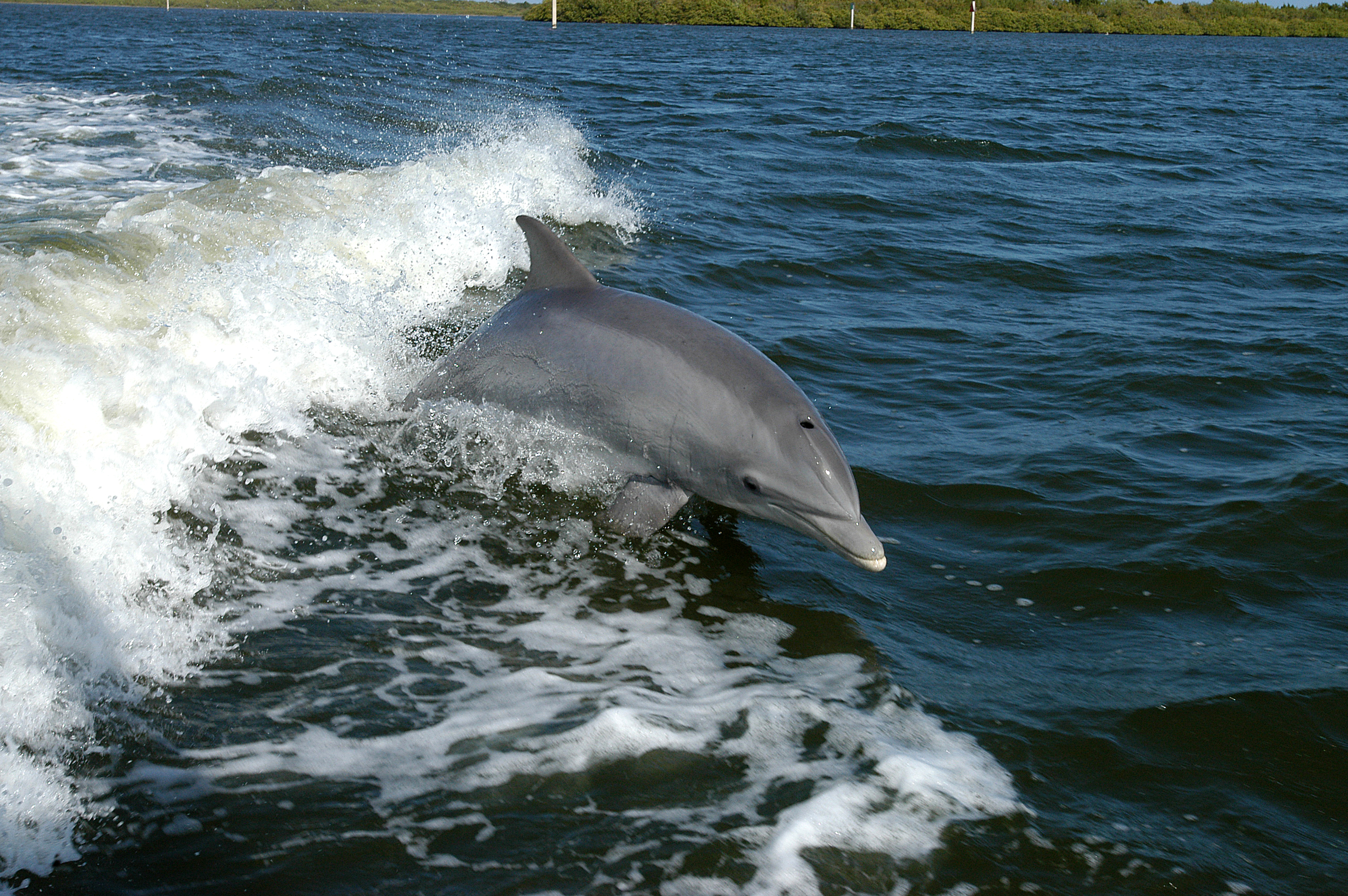
Delfín nariz de botella

El mar de Alborán es una zona de transición entre los dos mares, siendo una mezcla de ambos ecosistemas. Es el hábitat de la mayor población de delfines nariz de botella del Mediterráneo occidental, el hogar de la última población de marsopas comunes del Mediterráneo, y el más importante campo de alimentos de tortugas marinas de Europa. También aloja importantes pesquerías de sardina y pez espada.
Sin embargo, también son abundantes las amenazas, como la sobreexplotación de los caladeros, vertidos incontrolados y el turismo de masas.

## Entorno
Un arco montañoso, conocido como el arco de Gibraltar, rodea al mar de Alborán por el sur, oeste y norte. Está formado por la cordillera Bética del sur de España y las montañas del Rif de Marruecos. Este arco, conocido en ecología como complejo bético-rifeño es uno de más ricos en biodiversidad del Mediterráneo. Al igual que el mar de Alborán, el complejo bético rifeño es una transición entre las ecologías del Mediterráneo y del Atlántico. La influencia moderadora del Atlántico ha permitido que muchas especies de las montañas béticas y rifeñas hayan sobrevivido a las fluctuaciones climáticas de los últimos millones de años, que provocaron su extinción fuera de la cuenca Mediterránea.

## Delimitación de la Organización Hidrográfica Internacional (IHO)
Según la máxima autoridad en delimitación de mares a efectos de navegación marítima, la Organización Hidrográfica Internacional (International Hydrographic Organization, IHO), en su publicación Limits of oceans and seas (3.ª edición de 1953), el mar de Alborán (que tiene el número de identificación 28b) tiene los siguientes límites:
- al oeste, el límite oriental del estrecho de Gibraltar [una línea que une punta Europa con punta Almina (35°54′N 5°18′O / 35.900, -5.300)].
- al este, una línea que une el cabo de Gata o bien el Cabo de Palos (España) con cabo Fegalo (Argelia) (35°36′N 1°12′O / 35.600, -1.200).